# Serra de Queixans
La Serra de Queixans és una serra situada al municipi de Fontanals de Cerdanya, a la comarca de la Baixa Cerdanya, amb una elevació màxima de 1.425 metres.